# فاليريان خورشوفيلي
فاليريان خورشوفيلي (مواليد 4 أبريل 1979) هو سبّاح من روسيا البيضاء، مثّل بلاده في الألعاب الأولمبية الصيفية 2000.

## روابط خارجية
فاليريان خورشوفيلي على موقع الاتحاد الدولي للسباحة (الإنجليزية)
- فاليريان خورشوفيلي على موقع أوليمبيديا (الإنجليزية)